# The Arch
The Arch est un gratte-ciel résidentiel d'Union Square, sur la péninsule de Kowloon à Hong Kong. Terminé en 2006, il mesure 231 mètres de haut et compte 65 étages.
Le bâtiment a été conçu par la société Sun Hung Kai Architects and Engineers Ltd. et par l'agence AGC Design .